# دعابة بريطانية

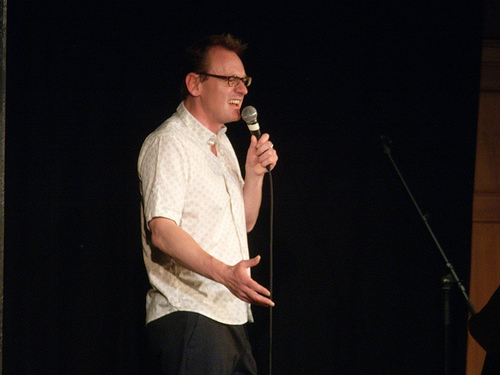

الدعابة البريطانية هو مصطلح عام ينطبق إلى حد ما على بعض الزخارف الكوميدية والتي غالبًا ما تكون في النكتة السائدة في المملكة المتحدة والكومنولث البريطاني.
وهناك موضوع قوي من السخرية وانتقاص الذات، وغالبًا مع يكون في مركز الفكاهة البريطانية. وغالبا ما يتم دفن العاطفة تحت النكتة بطريقة يبدو غير حساسة بالنسبة للثقافات الأخرى. كثير من الكوميديا التلفزيونية في المملكة المتحدة تظهر نموذج من الفكاهة البريطانية والتي أضحت شعبية على المستوى العالمي.